# Ringer-Bundesliga 2000/01
Die Saison 2000/01 der Ringer-Bundesliga startete mit 19 Vereinen. Am Ende der Saison wurde der KSV Germania Aalen zum fünften Mal in Folge Meister.

## Vorrunde
| Legende | Legende                          |
| ------- | -------------------------------- |
|         | Teilnahme an der Endrunde        |
|         | Absteiger in die 2. Bundesliga   |
| (M)     | Meister der Vorsaison            |
| (N)     | Aufsteiger aus der 2. Bundesliga |

Die Wettkämpfe der Vorrunde fanden zwischen dem 7. Oktober 2000 und dem 20. Januar 2001 statt.

### Staffel Nord
Meister der Nordstaffel wurde der AV Germania Markneukirchen, der in 18 Kämpfen ohne Niederlage blieb und nur gegen die RWG Mömbris-Königshofen auswärts ein Unentschieden hinnehmen musste. Des Weiteren qualifizierten sich der SV Halle, die RWG Mömbris-Königshofen und der Traditionsverein KSV Witten 07 für das Viertelfinale.
| Pl. | Verein                     | K. | Kampfpkte.  | Diff.  | Pkte. |
| --- | -------------------------- | -- | ----------- | ------ | ----- |
| 01. | AV Germania Markneukirchen | 18 | 377,5:1270  | +250,5 | 35:10 |
| 02. | SV Halle                   | 18 | 277:198     | 0+79,0 | 26:10 |
| 03. | RWG Mömbris-Königshofen    | 18 | 301,5:191,5 | +110,0 | 25:11 |
| 04. | KSV Witten 07              | 18 | 260:234     | 0+26,0 | 25:11 |
| 05. | 1. Luckenwalder SC         | 18 | 280,5:222,5 | 0+58,0 | 23:13 |
| 06. | KG Greiz/Mohlsdorf         | 18 | 272:245     | 0+27,0 | 20:16 |
| 07. | SV Sachsen 90 Werdau       | 18 | 184:299     | −115,0 | 12:24 |
| 08. | SG Köln-Worringen          | 18 | 185,5:333,5 | −148,0 | 06:30 |
| 09. | KFC Leipzig                | 18 | 164,5:318,5 | −154,0 | 06:30 |
| 10. | FC Erzgebirge Aue (N)      | 18 | 0180:313,5  | −133,5 | 02:34 |

### Staffel Süd
In der Staffel Süd wurde der KSV Germania Aalen mit 30:2 Punkten überlegener Meister, die einzige Niederlage gab es gegen den Zweiten KSV AE Köllerbach. Der VfK Schifferstadt und der KSV Haslach komplettierten das Viertelfinale.
| Pl. | Verein                    | K. | Kampfpkte.  | Diff.  | Pkte. |
| --- | ------------------------- | -- | ----------- | ------ | ----- |
| 1.  | KSV Germania Aalen (M)    | 16 | 327:114     | +213,0 | 30:20 |
| 2.  | KSV AE Köllerbach         | 16 | 287:145     | +142,0 | 26:60 |
| 3.  | VfK Schifferstadt         | 16 | 0285:146,5  | +138,5 | 24:80 |
| 4.  | KSV Haslach               | 16 | 224,5:2170  | 0+7,5  | 20:12 |
| 5.  | KSV Wiesental             | 16 | 191:237     | 0−46,0 | 14:18 |
| 6.  | SV Germania Weingarten    | 16 | 164,5:250,5 | 0−86,0 | 12:20 |
| 7.  | RKG Freiburg 2000         | 16 | 172:258     | 0−86,0 | 10:22 |
| 8.  | SV Siegfried Hallbergmoos | 16 | 194,5:248,5 | 0−54,0 | 08:24 |
| 9.  | AC Heusweiler (N)         | 16 | 115:344     | −229,0 | 00:32 |

## Play-offs
Die ersten vier jeder Staffel qualifizierten sich für die Endrunde der Ringer-Bundesliga, den Play-offs.

### Viertelfinale
Das Viertelfinale wurde am 27. Januar und am 3. Februar 2001 ausgetragen.
|                         |                            | 1. Kampf | 2. Kampf | Gesamt  |
| ----------------------- | -------------------------- | -------- | -------- | ------- |
| KSV Haslach             | SV Halle                   | 18,5:5   | 14,5:8   | 33:13   |
| KSV AE Köllerbach       | AV Germania Markneukirchen | 18:8     | 19:9,5   | 37:17,5 |
| RWG Mömbris-Königshofen | KSV Germania Aalen         | 0:25     | 9:16,5   | 9:41,5  |
| VfK Schifferstadt       | KSV Witten 07              | 20:5     | 24:6     | 44:11   |

### Halbfinale
Die Halbfinalkämpfe fanden am 10. Februar und am 17./18. Februar 2001 statt.
|                   |                    | 1. Kampf | 2. Kampf | Gesamt  |
| ----------------- | ------------------ | -------- | -------- | ------- |
| KSV Haslach       | KSV AE Köllerbach  | 13:14    | 6:23     | 19:37   |
| VfK Schifferstadt | KSV Germania Aalen | 6,5:17   | 8:16     | 14,5:33 |

### Finale
Der Hinkampf des Finales fand am 3. März 2001 statt, der Rückkampf am 11. März 2001. Beide Finalkämpfe konnte der KSV Germania Aalen für sich entscheiden und wurde somit deutscher Meister 2001. Der KSV AE Köllerbach war beim Gesamtergebnis von 30,5:17,5 für Aalen chancenlos.
|                   |                    | 1. Kampf | 2. Kampf | Gesamt    |
| ----------------- | ------------------ | -------- | -------- | --------- |
| KSV AE Köllerbach | KSV Germania Aalen | 9:17     | 8,5:13,5 | 17,5:30,5 |

## Die Meistermannschaft vom KSV Germania Aalen
KSV Germania Aalen gewann in folgender Besetzung 2000/01 die Deutsche Meisterschaft:
Amiran Karndanof, Romica Rasovan, Francesco Costantino, Othmar Kuhner, Djamel Ainaoui, Harun Yildiz, Juri Melnitschenko, Thomas Kaczanowicz, Thorsten Dominik, Aristidis Roumpenian, Serafim Barsakow, Richard Wolny, Anton Nuding, Mijo Prigorec, Riccardo Magni, Felix Polianidis, Angelo Camarda, Marko Yli-Hannuksela, Ara Abrahamian, Ghani Yalouz, Marc Buschle, Cengiz Cakici, Thomas Zander, Martin Lidberg, Aftandil Xanthopoulos, Konstantinos Thanos, Igor Klimow, Raymund Edfelder